# Базельські мури
47°33′34″ пн. ш. 7°35′18″ сх. д. / 47.559444444444° пн. ш. 7.5883333333333° сх. д.
Міські мури Базеля — комплекс мурів, що оточують центральну частину швейцарського міста Базель, які сьогодні збереглися лише частково. 
Першій міський мур завершено близько 1080 року за єпископа Буркгарда фон Базеля. 
У 1230 році побудовано новий мур — Внутрішній. 
Його розташування майже ідентичне муру Буркгарда. 
У 1362 році через розширення міста почалося будівництво більшого комплексу мурів; його завершено в 1398 році і відомий як Зовнішній мур. 
У 1859 році міська влада вирішила демонтувати Внутрішній мур і брами. 
Три зовнішні міські брами і невеликий відтінок муру врятовані від руйнування і зберігаються як спадщина міста.

## Історія

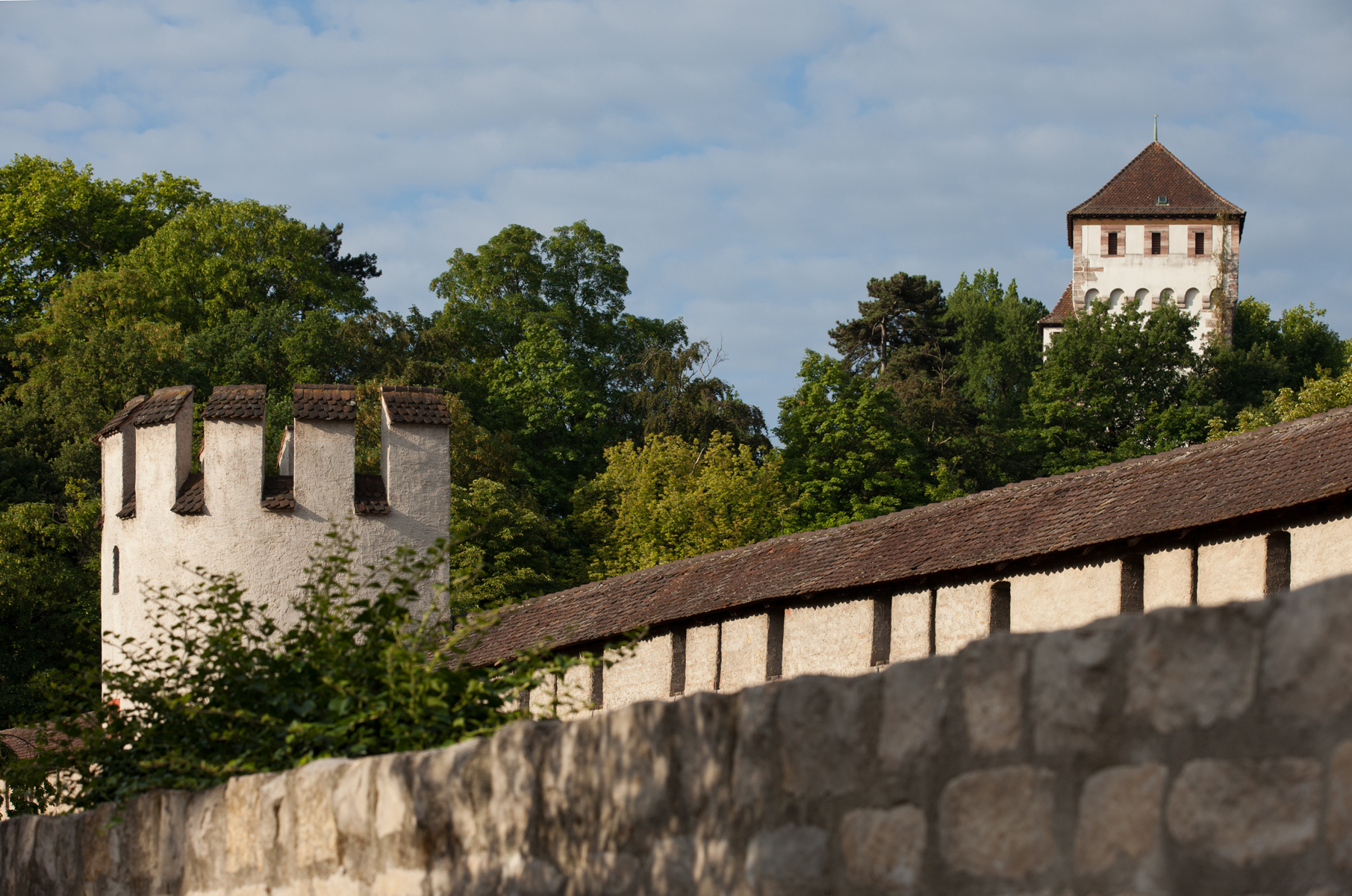
Старий міській мур на Лециплац

Наприкінці XI століття зростаюче поселення в долині обгороджено муром, хоча поселення продовжувалося поза муром. 

Коли місто поширилося на західних схилах навколо річки Бірсіг, ця частина також була обгороджена муром. 

На початку XIII століття всі ці ділянки були обгороджені єдиним муром, який охоплював поселення як у долині, так і на пагорбі. 
У 1362 році місто почало будівництво нового, ширшого муру, який також огороджував передмістя. 
Можливо, руйнування, спричинені землетрусом 1356 року, сприяли вирішенню побудувати новий мур. 
Серед будівельних матеріалів були уламки від руйнування та єврейські надгробки з кладовища першої єврейської громади Базеля 
, 
яке було знищено під час масакри через спалах чуми в 1348 році. 
Будівництво зовнішнього муру завершено в 1398 році, і ці мури проіснували до середини XIX століття. 

У 1859 році міські мури були демонтовані, щоб збільшити простір і поліпшити гігієнічні умови в місті. 
Уламки зруйнованих мурів були використані для засипання міського рову, і ці території були перетворені на нові вулиці та простори, багато з яких носять назви, пов’язані з оригінальною мурів. 

## Міські мури

### Зовнішні мури
Три брами із зовнішнього муру збереглися, і сьогодні вони є визначними пам'ятками Базеля та об'єктом спадщини національного значення:
- Шпалентор — одна з найкрасивіших брам Швейцарії.
- Санкт-Альбан-тор[de]
- Санкт-Йоганнс-тор[de].
- Ешентор[de] демонтовано в 1861 році разом з трьома іншими брамами та міськими мурами. З XIV століття була головною брамою з Базеля в Еш.

Шпалентор
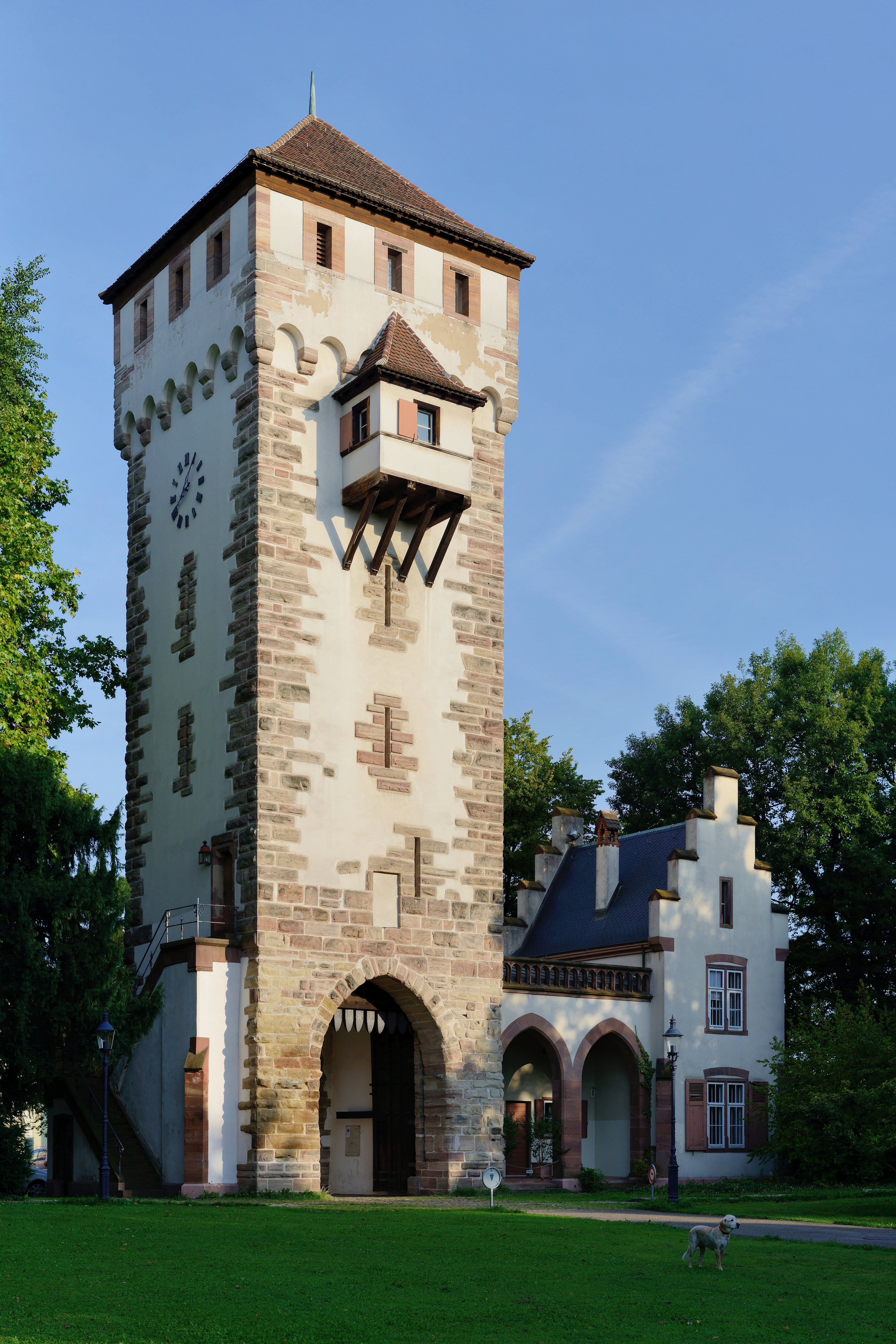
Санкт-Альбан-тор
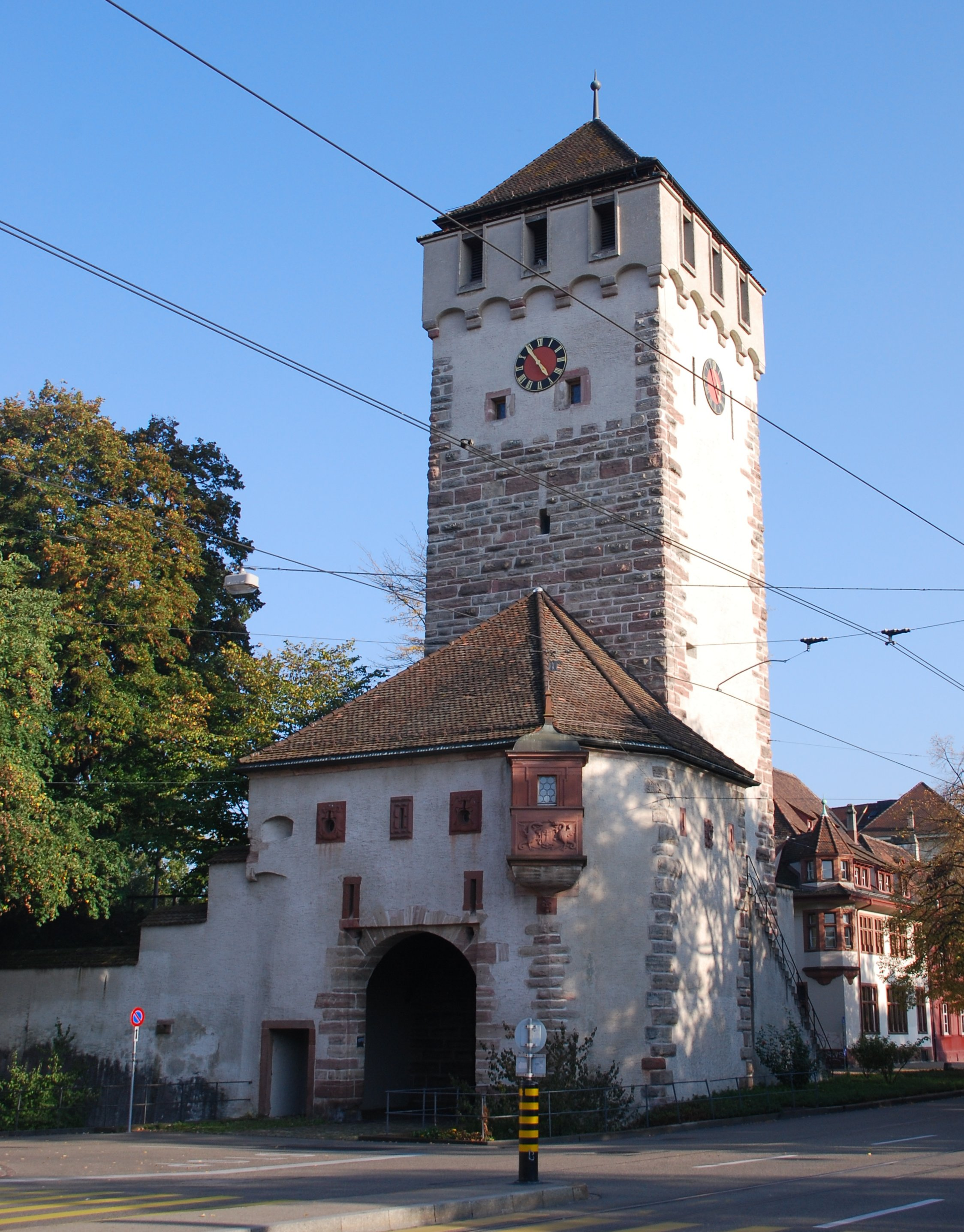
Санкт-Йоганнс-тор
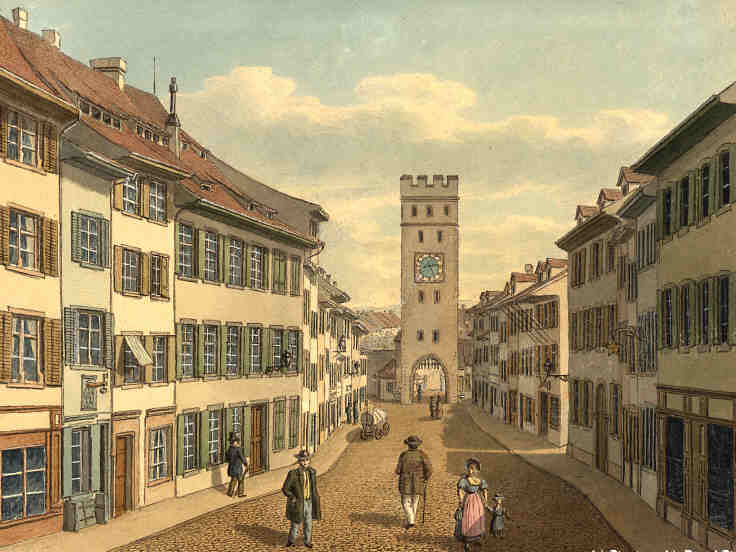
Ешентор, 1850 р.

### Внутрішні брами
Раніше внутрішні мури оточували Великий Базель на західному березі та Малий Базель на східному березі Рейну. Усі внутрішні брами та мури були знесені в 1860-70 рр.:

#### Східний берег

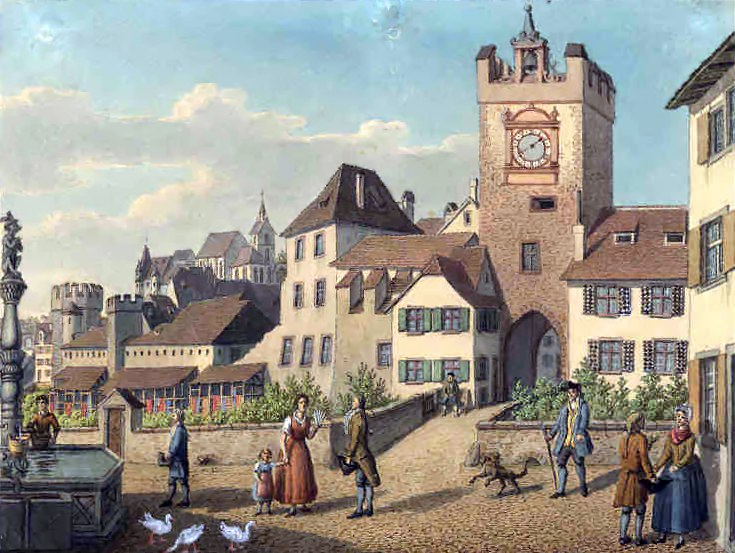
Ешеншвіббоген, акварель 1841 року

- Ешеншвіббоген[de] — невелика брама біля східного берега Бірсіга. Еш — село приблизно за 8 км на південь від Старого міста Базеля. Швіббоген[de] — тип опори у формі арки, яка скріплює конструкції з обох боків. Ешеншвіббоген вперше задокументовано в 1261 році як "Ешмертор" через пожертвування абатству Святого Урбана[en]. Пізніші назви — «Ешентор» і «Внутрішній Ешентор». Його первісна функція застаріла в XIV столітті, коли побудований зовнішній міський мур, і цю функцію перебрав Ешентор на зовнішньому мурі. Верхня половина вежі була демонтована в серпні 1545 року після появи тріщини в кладці. На брамі встановлено годинник із середини XVI століття.

У серпні 1839 року Рудольф Форкарт-Гоффманн, виробник позументу, звернувся до Малої ради Базеля з проханням знести Ешеншвіббоген. Він хотів побудувати новий будинок, Штильгоф, на цьому місці. Це мало б подвійну мету: прикрасити місто та усунути вузьке місце на важливій транспортній магістралі. Дозвіл було надано, і Ешеншвіббоген було демонтовано в 1841 році.
- Штайнентор[de] демонтовано в 1866 році разом з більшістю міських мурів.
- Райнтор[de] демонтовано в 1839 році, приблизно за двадцять років до решти міських мурів. Знаходилася біля мосту через Рейн на західному березі річки.

#### Західний берег
- Ріентор[de] демонтовано в 1864 році.
- Блезітор[de] демонтовано в 1867 році.

### Інші споруди муру
- Томастурм[de] — колишня сторожова вежа прямо навпроти Санкт-Йоганнс-тор. Названа на честь Томаса Бекета, архієпископа Кентерберійського.
- Лецітурм[de] складається з двох близько розташованих веж на східному кінці муру, поблизу Санкт-Албан-тор.
- Залізнична брама (побудована в XIX столітті разом із Ельзаським вокзалом)
- Брама Бригітти (у кварталі Сент-Албан)
- Верхньорейнська брама